# Episodi de Gli amici di papà (terza stagione)
La terza stagione della serie televisiva Gli amici di papà è stata trasmessa in anteprima negli Stati Uniti d'America dalla ABC tra il 22 settembre 1989 e il 4 maggio 1990.
In Italia questa stagione è invece stata trasmessa su Rai Uno dal 5 febbraio al 18 marzo 1991.  
| nº | Titolo originale                          | Titolo italiano                 | Prima TV USA      | Prima TV Italia  |
| -- | ----------------------------------------- | ------------------------------- | ----------------- | ---------------- |
| 1  | Tanner's Island                           | Isola dei Tanner                | 22 settembre 1989 | 5 febbraio 1991  |
| 2  | Back to School Blues                      | Ritorno a scuola II             | 29 settembre 1989 | 7 febbraio 1991  |
| 3  | Breaking Up Is Hard to Do (in 22 Minutes) | È per chi arriva primo!         | 6 ottobre 1989    | 8 febbraio 1991  |
| 4  | Nerd for a Day                            | Per il potere di Danny!         | 13 ottobre 1989   | 11 febbraio 1991 |
| 5  | Granny Tanny                              | Sesso, bugie e videocassette    | 20 ottobre 1989   | 12 febbraio 1991 |
| 6  | Star Search                               | Una stella nasce o muore?       | 3 novembre 1989   | 14 febbraio 1991 |
| 7  | And They Call It Puppy Love               | E lo chiamano amore da cucciolo | 10 novembre 1989  | 15 febbraio 1991 |
| 8  | Divorce Court                             | Tribunale di divorzio           | 17 novembre 1989  | 18 febbraio 1991 |
| 9  | Dr. Dare Rides Again                      | Grazie, caro dottore!           | 24 novembre 1989  | 19 febbraio 1991 |
| 10 | The Greatest Birthday on Earth            | Vieni alla mia piccola festa    | 1º dicembre 1989  | 21 febbraio 1991 |
| 11 | Aftershocks                               | Scosse di assestamento          | 8 dicembre 1989   | 22 febbraio 1991 |
| 12 | Joey & Stacy and... Oh, Yeah, Jesse       | Un uomo, un piano               | 15 dicembre 1989  | 25 febbraio 1991 |
| 13 | No More Mr. Dumb Guy                      | Non c'è più medico a casa       | 5 gennaio 1990    | 26 febbraio 1991 |
| 14 | Misadventures in Babysitting              | Disavventure nel babysitter     | 12 gennaio 1990   | 28 febbraio 1991 |
| 15 | Lust in the Dust                          | Lussuria nella polvere          | 26 gennaio 1990   | 1 marzo 1991     |
| 16 | Bye, Bye Birdie                           | Ciao, ciao, Birdie!             | 2 febbraio 1990   | 4 marzo 1991     |
| 17 | 13 Candles                                | La dolce vita                   | 9 febbraio 1990   | 5 marzo 1991     |
| 18 | Mr. Egghead                               | Signor Egghead                  | 16 febbraio 1990  | 7 marzo 1991     |
| 19 | Those Better Not Be the Days              | È meglio che non siano i giorni | 23 febbraio 1990  | 8 marzo 1991     |
| 20 | Honey, I Broke the House                  | Questa casa non è vecchia!      | 9 marzo 1990      | 11 marzo 1991    |
| 21 | Just Say No Way                           | Basta dire di no                | 30 marzo 1990     | 12 marzo 1991    |
| 22 | Three Men and Another Baby                | Tre uomini e un altro bambino   | 13 aprile 1990    | 14 marzo 1991    |
| 23 | Fraternity Reunion                        | Incontro di fraternità          | 27 aprile 1990    | 15 marzo 1991    |
| 24 | Our Very First Telethon                   | La nostra prima telemaratona    | 4 maggio 1990     | 18 marzo 1991    |